# منطقه کلمیم–واد نون
کلمیم واد نون (به فرانسوی: Guelmim-Oued Noun) یک منطقه در مراکش است. کلمیم واد نون ۴۶٬۱۰۸ کیلومتر مربع مساحت و ۴۳۳٬۷۵۷ نفر جمعیت دارد.